# プラバカール (俳優)
プラバカール（Prabhakar、1981年 - ）は、インドの俳優。『バーフバリ 伝説誕生』のカーラケーヤ族長役として知られており、代表作としてナンディ賞 大衆長編映画賞を受賞した『あなたがいてこそ』、アディヴィ・セッシュやラクシュミー・マンチュと共演した『Dongaata』がある。

## 人物
テランガーナ州ハスナバード出身。同地で教育を受けた後、ヴィカラバードのアナンタ・パドマナバ・カレッジに進学した。妻との間に2人の息子がおり、『バーフバリ 伝説誕生』の監督で、プラバカールに「新しい人生」を与えたS・S・ラージャマウリにちなみ、長男に「ラージャマウリ」と名付けている。

## キャリア
スレンダル・レッディの『Athidhi』で端役を演じ、複数の映画で端役として出演していた。プラバカールが俳優として初めて認められた作品は、ラージャマウリが監督した『あなたがいてこそ』だった。また、『Gabbar Singh』『Dookudu』『Aagadu』『Lion』『Sarrainodu』などのヒット作にも出演している。『Right Right』では主要キャストとして出演している。

## フィルモグラフィ
テルグ語映画
| - Athidhi（2007年） - マガディーラ 勇者転生（2009年） - あなたがいてこそ（2010年） - バイレッディ - Seema Tapakai（2011年） - Dookudu（2011年） - Veera（2011年） - Lovely（2012年） - Yamaho Yama（2012年） - Attarintiki Daredi（2013年） - Satruvu（2013年） - Doosukeltha（2013年） - Mahankali（2013年） - Aagadu（2014年） - Loukyam（2014年） - シャンカール - Lion（2015年） | - Dongaata（2015年） - カッタム・ラージュ - Bengal Tiger（2015年） - バンダ - バーフバリ 伝説誕生（2015年） - カーラケーヤ族長 - Sarrainodu（2016年） - ダヌシュの手下 - Right Right（2016年） - Dwaraka（2017年） - Duvvada Jagannadham（2017年） - スーリ - Oxygen（2017年） - サティヤヴィーラ - Kittu Unnadu Jagratha（2017年） - Om Namo Venkatesaya（2017年） - Jai Simha（2018年） - カニヤッパン - Udgharsha（2018年） - Pantham（2018年） - ナーヤクの手下 - Devadas（2018年） - デーヴァの手下 |

タミル語映画
- Yung Mung Sung（2018年） - バイラヴァン

カンナダ語映画
- Brindavana（2013年）
- Gajakesari（2014年） - ラーナーの手下
- Lakshmana（2016年）
- Chowka（2017年） - 囚人ジャングリ

マラヤーラム語映画
- Parole（2018年） - バレット・ラグハヴァン

ヒンディー語映画
- Bal Ganesh（2007年）